# Temporada do Campeonato Mundial de Motovelocidade de 1950

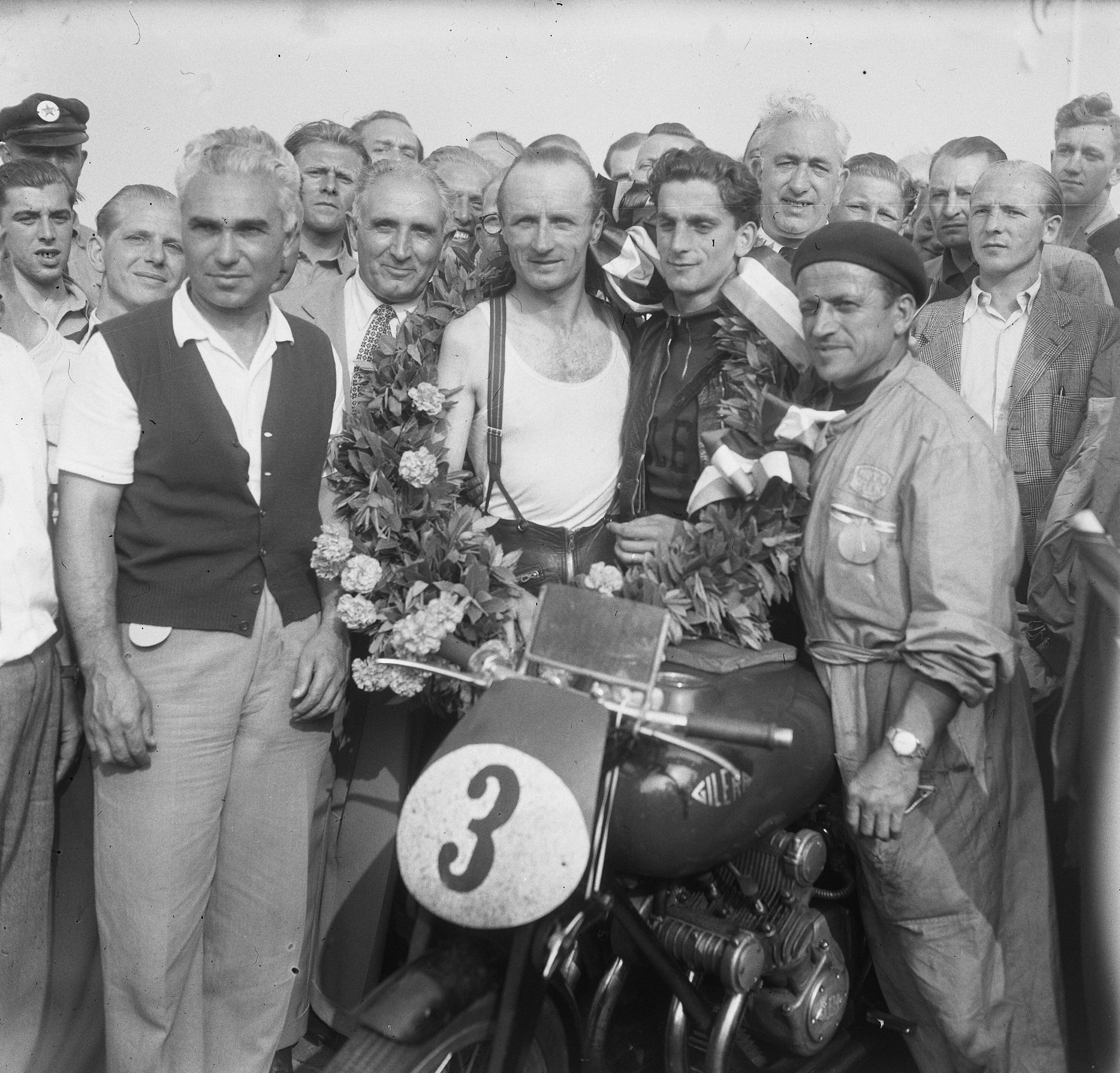
T.T. races Assen. Umberto Masetti

A  Temporada do Campeonato Mundial de Motovelocidade de 1950 foi a segunda edição promovida pela F.I.M.. Nos primeiros 26 anos da categoria de 500cc, as fabricantes italianas conquistaram títulos 24 vezes. A histórica MV Augusta foi particularmente dominante, vencendo o seu primeiro campeonato em 1956 e somando títulos consecutivos entre 1958 e 1974. Entre os seus campeões estão os britânicos John Surtees (4 títulos) e Mike Hailwood (4) e o italiano Giacomo Agostini (7).
Noutras classes a competição era muito mais aguerrida, com construtoras como a Honda, Suzuki, Norton e NSU conquistando troféus.

## Calendário
| # | Data           | Grande Prêmio                     | Circuito                     |
| - | -------------- | --------------------------------- | ---------------------------- |
| 1 | 10 de Junho    | Troféu Turístico da Ilha de Man   | Snaefell Mountain Course     |
| 2 | 2 de Julho     | Grande Prêmio da Bélgica          | Circuit de Spa-Francorchamps |
| 3 | 8 de Julho     | Grande Prêmio da Holanda          | TT Circuit Assen             |
| 4 | 23 de Julho    | Grande Prêmio da Suíça            | Geneva                       |
| 5 | 18 de Agosto   | Grande Prêmio da Irlanda do Norte | Dundrod                      |
| 6 | 10 de Setembro | Grande Prêmio das Nações          | Autódromo Nacional de Monza  |

## Resultado das corridas
| # | Grande Prêmio          | 125cc         | 250cc           | 350cc         | 500cc           | Info  |
| - | ---------------------- | ------------- | --------------- | ------------- | --------------- | ----- |
| 1 | Tourist Trophy         | Sem Disputa   | Dario Ambrosini | Artie Bell    | Geoff Duke      | [ 3 ] |
| 2 | GP da Bélgica          | Sem Disputa   | Sem Disputa     | Bob Foster    | Umberto Masetti | [ 3 ] |
| 3 | GP da Holanda          | Bruno Ruffo   | Sem Disputa     | Bob Foster    | Umberto Masetti | [ 3 ] |
| 4 | GP da Suíça            | Sem Disputa   | Dario Ambrosini | Leslie Graham | Leslie Graham   | [ 3 ] |
| 5 | GP da Irlanda do Norte | Carlo Ubbiali | Maurice Cann    | Bob Foster    | Geoff Duke      | [ 3 ] |
| 6 | GP das Nações          | Gianni Leoni  | Dario Ambrosini | Geoff Duke    | Geoff Duke      | [ 3 ] |

## Pilotos e equipes
Os seguintes pilotos e equipes foram inscritos para participar do Campeonato Mundial:

### 500cc
| Equipe                                | Construtor         | Moto       | Pneu | N.° | Nome do piloto       | Rodada |
| ------------------------------------- | ------------------ | ---------- | ---- | --- | -------------------- | ------ |
| Scuderia Gilera                       | Gilera             | Belardi500 | C    | 65  | Umberto Masetti      | 1–16   |
| Scuderia Gilera                       | Gilera             | Belardi500 | C    | 43  | Nello Pagani         | 1–16   |
| Norton Motorcycle Company             | Norton             | P25        | P    | 63  | Geoff Duke           | 1–16   |
| Norton Motorcycle Company             | Norton             | P25        | P    | 99  | Johnny Lockett       | 1–16   |
| AJS Porcupine Racing                  | AJS Porcupine      | Porcupine  | M    | 37  | Leslie Graham        | 1–16   |
| Cooper Car Company                    | Gilera             | Belardi500 | M    | 9   | Carlo Bandirola      | 1–16   |
| Cooper Car Company                    | Gilera             | Belardi500 | M    | 19  | Alfredo Milani       | 1–16   |
| Scuderia Eugenio Castellotti          | Norton             | P25        | C    | 76  | Artie Bell           | 1–16   |
| Scuderia Eugenio Castellotti          | Norton             | P25        | C    | 72  | Harry Hinton         | 1–16   |
| Scuderia Eugenio Castellotti          | Norton             | P25        | C    | 13  | Dickie Dale          | 1–16   |
| Scuderia Eugenio Castellotti          | Norton             | P25        | C    | 5   | Harold Daniell       | 1–16   |
| Scuderia MV Agusta                    | MV Agusta          | Climax FPF | P    | 77  | Arciso Artesiani     | 1–16   |
| Scuderia MV Agusta                    | MV Agusta          | Climax FPF | P    | 73  | Ken Armstrong        | 1–16   |
| AJS Company                           | AJS                | BRM P2     | B    | 4   | Ted Frend            | 1–12   |
| AJS Company                           | AJS                | BRM P2     | B    | 16  | Eric McPherson       | 1–16   |
| AJS Company                           | AJS                | BRM P2     | B    | 47  | Jock West            | 13–21  |
| Triumph Engineering                   | Triumph            | T43        | M    | 57  | Syd Jensen           | 1–16   |
| Triumph Engineering                   | Triumph            | T43        | M    | 36  | Louis van Rijswijk   | 1–16   |
| Velocette Racing                      | Velocette          | VT500      | P    | 3   | Reg Armstrong        | 1–12   |
| Brabham Racing Organisation           | Norton             | P25        | C    | 8   | Phil Heath           | 1–16   |
| Brabham Racing Organisation           | Norton             | P25        | C    | 90  | Harry Turner         | 1–16   |
| Moto Guzzi                            | Moto Guzzi         | MG249      | C    | 41  | Bob Foster           | 1–16   |
| Owen Racing Organisation              | Velocette          | VT500      | P    | 17  | Georges Cordey       | 1–16   |
| Anglo American Racers                 | Norton             | P25        | P    | 2   | Albert Moule         | 1–16   |
| Anglo American Racers                 | Norton             | P25        | P    | 42  | Cromie McCandless    | 1–16   |
| Rob Walker/Jack Durlacher Racing Team | Norton             | P25        | C    | 93  | Jack Brett           | 1–16   |
| Rob Walker/Jack Durlacher Racing Team | Norton             | P25        | C    | 91  | Jim Swarbrick        | 1–16   |
| DW Racing Enterprises                 | Gilera             | Belardi500 | C    | 55  | Georges Houel        | 1–12   |
| DW Racing Enterprises                 | Gilera             | Belardi500 | C    | 7   | Giuseppe Colnago     | 1–16   |
| DW Racing Enterprises                 | Gilera             | Belardi500 | C    | 25  | Armando Miele        | 13–21  |
| Joakim Bonnier Racing Team            | Moto Guzzi         | MG249      | P    | 50  | Felice Benasedo      | 1–16   |
| Joakim Bonnier Racing Team            | Moto Guzzi         | MG249      | P    | 82  | Benoit Musy          | 1–16   |
| Reg Parnell Racing                    | Norton             | P25        | C    | 97  | Ernie Barrett        | 1–12   |
| Reg Parnell Racing                    | Norton             | P25        | C    | 62  | George Morrison      | 1–16   |
| Reg Parnell Racing                    | Norton             | P25        | C    | 87  | Jim Kentish          | 13–21  |
| Scuderia Scribante                    | Norton             | P25        | B    | 74  | Arthur Wheeler       | 1–16   |
| Scuderia Scribante                    | Norton             | P25        | B    | 35  | Ernie Braine         | 1–16   |
| Vincent Grey Flash Team               | Vincent Grey Flash | RSK        | B    | 51  | Freddie Fairbairn    | 1–12   |
| Vincent Grey Flash Team               | Vincent Grey Flash | RSK        | B    | 38  | Ken Bills            | 1–16   |
| Vincent Grey Flash Team               | Vincent Grey Flash | RSK        | B    | 64  | Manliff Barrington   | 13–21  |
| Matra Sports                          | MV Agusta          | Climax FPF | M    | 11  | Guido Leoni          | 1–16   |
| Bayerische Motoren Werke AG           | Triumph            | T43        | P    | 81  | Albert Vertriest     | 1–12   |
| Bayerische Motoren Werke AG           | Triumph            | T43        | P    | 52  | Tommy McEwans        | 1–16   |
| Bayerische Motoren Werke AG           | Triumph            | T43        | P    | 98  | Thomas Byrne         | 13–21  |
| Ecurie Ford-France                    | Moto Guzzi         | MG249      | C    | 56  | Dante Bianchi        | 1–16   |
| Ecurie Ford-France                    | Moto Guzzi         | MG249      | C    | 48  | Adelmo Mandolini     | 1–16   |
| Roy Winkelmann Racing                 | Norton             | P25        | P    | 1   | Hans Haldemann       | 1–12   |
| Roy Winkelmann Racing                 | Norton             | P25        | P    | 29  | Auguste Goffin       | 1–16   |
| Roy Winkelmann Racing                 | Norton             | P25        | P    | 66  | Sidney Mason         | 13–21  |
| Lola Team                             | Norton             | P25        | C    | 32  | Evert Carlsson       | 1–16   |
| Lola Team                             | Norton             | P25        | C    | 49  | Roy Evans            | 1–16   |
| Tyrrell Racing Organisation           | Norton             | P25        | C    | 15  | Georges Monneret     | 1–16   |
| Tyrrell Racing Organisation           | Norton             | P25        | C    | 28  | Ashley Len Parry     | 1–16   |
| Tyrrell Racing Organisation           | Norton             | P25        | C    | 80  | Stan Miller          | 1–16   |
| Tyrrell Racing Organisation           | Norton             | P25        | C    | 70  | Bill Beevers         | 1–16   |
| Castrol Oils Ltd                      | Triumph            | T43        | C    | 39  | Ernie Thomas         | 1–16   |
| Castrol Oils Ltd                      | Triumph            | T43        | C    | 21  | Jaak Delsing         | 1–16   |
| Castrol Oils Ltd                      | Triumph            | T43        | C    | 89  | David Whitworth      | 1–16   |
| Castrol Oils Ltd                      | Triumph            | T43        | C    | 45  | John Simister        | 1–16   |
| Matra International                   | Velocette          | VT500      | P    | 92  | Väinö Hollming       | 1–16   |
| Matra International                   | Velocette          | VT500      | P    | 95  | Charlie Brett        | 1–16   |
| Matra International                   | Velocette          | VT500      | P    | 71  | Charlie Salt         | 1–16   |
| Matra International                   | Velocette          | VT500      | P    | 61  | Leslie Harris        | 1–16   |
| Rudge Racing                          | Rudge              | 250F1      | P    | 10  | Sid Lawton           | 1–16   |
| North American Racing Team            | Moto Guzzi         | MG249      | M    | 33  | Lodovico Facchinelli | 1–16   |
| North American Racing Team            | Moto Guzzi         | MG249      | M    | 86  | Libero Liberati      | 1–16   |
| North American Racing Team            | Moto Guzzi         | MG249      | M    | 83  | Fergus Anderson      | 1–16   |
| North American Racing Team            | Moto Guzzi         | MG249      | M    | 53  | Bruno Bertacchini    | 1–16   |
| Motor Racing Developments Ltd         | Gilera             | Belardi500 | C    | 27  | Dario Basso          | 1–16   |
| Motor Racing Developments Ltd         | Gilera             | Belardi500 | C    | 14  | Aldo Brini           | 1–16   |
| Frank Williams Racing                 | Norton             | P25        | C    | 59  | Vic Willoughby       | 1–16   |
| Frank Williams Racing                 | Norton             | P25        | C    | 40  | Les Archer           | 1–16   |
| Antique Automobiles                   | Norton             | P25        | C    | 69  | Guy Newman           | 1–16   |
| Silvio Moser Racing Team              | AJS                | BRM P2     | C    | 26  | Charlie Gray         | 1–16   |
| Silvio Moser Racing Team              | AJS                | BRM P2     | C    | 85  | George Paterson      | 1–16   |
| Ecurie Bonnier                        | Norton             | P25        | C    | 68  | Roy Walker           | 1–16   |
| Ecurie Bonnier                        | Norton             | P25        | C    | 22  | Jack Varlow          | 1–16   |
| Tecno Racing Team                     | Norton             | P25        | P    | 12  | Jack Harding         | 1–16   |
| Tecno Racing Team                     | Norton             | P25        | P    | 88  | Eric Hardy           | 1–16   |
| Felday Engineering Ltd                | AJS                | BRM P2     | B    | 54  | Syd Barnett          | 1–16   |
| Felday Engineering Ltd                | AJS                | BRM P2     | B    | 6   | Humphrey Ranson      | 1–16   |
| Pete Lovely Volkswagen Inc.           | Norton             | P25        | M    | 30  | John Fisher          | 1–16   |
| Pete Lovely Volkswagen Inc.           | Norton             | P25        | M    | 60  | Ernest Walker        | 1–16   |
| Pete Lovely Volkswagen Inc.           | Norton             | P25        | M    | 20  | John Dale            | 1–16   |
| Pete Lovely Volkswagen Inc.           | Norton             | P25        | M    | 67  | Eric Briggs          | 1–16   |
| Pete Lovely Volkswagen Inc.           | Norton             | P25        | M    | 44  | Oliver Scott         | 1–16   |
| Pete Lovely Volkswagen Inc.           | Norton             | P25        | M    | 31  | Bert Meyers          | 1–16   |
| Team Surtees                          | AJS                | BRM P2     | P    | 84  | Reg Lee              | 1–16   |
| Team Surtees                          | AJS                | BRM P2     | P    | 24  | Llewelyn Ranson      | 1–16   |
| Team Surtees                          | AJS                | BRM P2     | P    | 78  | Bob McDonald         | 1–16   |
| Team Surtees                          | AJS                | BRM P2     | P    | 18  | Mike Featherstone    | 1–16   |
| World Wide Racing                     | Triumph            | T43        | G    | 58  | Jack Bailey          | 1–16   |
| World Wide Racing                     | Triumph            | T43        | G    | 46  | Bill Hall            | 1–16   |
| Brooke Bond Oxo Racing                | Triumph            | T43        | G    | 79  | Joe Glazebrook       | 1–16   |
| Brooke Bond Oxo Racing                | Triumph            | T43        | G    | 75  | Syl Anderton         | 1–16   |
| Auto Motor und Sport                  | Velocette          | VT500      | P    | 96  | Reg McDonald         | 1–16   |
| Auto Motor und Sport                  | Velocette          | VT500      | P    | 94  | Bill Lomas           | 1–16   |
| Yardley Team BRM                      | Velocette          | VT500      | M    | 23  | Bob Matthews         | 1–16   |
| Colin Crabbe Racing                   | Moto Guzzi         | MG249      | M    | 34  | Maurice Cann         | 1–16   |
| Colin Crabbe Racing                   | Moto Guzzi         | MG249      | M    | 15  | Luigi Ciai           | 1–16   |
| Tom Wheatcroft Racing                 | Norton             | P25        | P    | 97  | Gerard Carter        | 1–16   |
| Tom Wheatcroft Racing                 | Norton             | P25        | P    | 59  | Les Dear             | 1–16   |
| Connew Team                           | Triumph            | T43        | C    | 84  | Eugéne Cordang       | 1–16   |
| Connew Team                           | Triumph            | T43        | C    | 68  | Rob Harrison         | 1–16   |
| Bitza Bikes                           | Bitza              | 718/2      | C    | 44  | Wilmot Evans         | 1–16   |
| AAW Racing Team                       | Norton             | P25        | P    | 26  | Lennart Fenning      | 1–16   |
| AAW Racing Team                       | Norton             | P25        | P    | 53  | Cees Fokke-Bosch     | 1–16   |
| BSA Company                           | BSA                | 2.5 L4     | G    | 39  | Jack Fletcher        | 1–16   |
| Trojan-Taunarac Racing                | Moto Guzzi         | MG249      | C    | 72  | Sante Geminiani      | 1–16   |
| Trojan-Taunarac Racing                | Moto Guzzi         | MG249      | C    | 91  | Elio Scopingo        | 1–16   |
| Hesketh Racing                        | Vincent Grey Flash | RSK        | P    | 29  | Johnny Hodgkin       | 1–16   |
| Maki Engineering                      | Norton             | P25        | G    | 28  | Chris Horn           | 1–16   |
| Maki Engineering                      | Norton             | P25        | G    | 52  | Eddie Iffland        | 1–16   |
| Embassy Racing with Graham Hill       | Norton             | P25        | B    | 20  | Denis Jenkinson      | 1–16   |
| Embassy Racing with Graham Hill       | Norton             | P25        | B    | 80  | Léon Martin          | 1–16   |
| BMW R51/2 Team                        | BMW R51/2          | R51/2      | G    | 62  | Piet Knijnenburg     | 1–16   |
| BMW R51/2 Team                        | BMW R51/2          | R51/2      | G    | 61  | Hub Pellikaan        | 1–16   |
| John Goldie Racing with Hexagon       | Norton             | P25        | B    | 99  | Max Klein            | 1–16   |
| John Goldie Racing with Hexagon       | Norton             | P25        | B    | 98  | Willy Lips           | 1–16   |
| Pinch Plant Ltd                       | Velocette          | VT500      | C    | 58  | Bill Maddrick        | 1–16   |
| Pinch Plant Ltd                       | Velocette          | VT500      | C    | 60  | Cecil Sandford       | 1–16   |
| Chris Amon Racing                     | Norton             | P25        | M    | 96  | Robert Müller        | 1–16   |
| Chris Amon Racing                     | Norton             | P25        | M    | 23  | Bill Petch           | 1–16   |
| Blignaut Lucky Strike Racing          | Norton             | P25        | P    | 4   | Jacques Schot        | 1–16   |
| Vincent Motorcycles                   | Vincent            | RS550      | M    | 8   | Cyril Stevens        | 1–16   |
| Scuderia Finotto                      | Triumph            | T43        | M    | 90  | Drikus Veer          | 1–16   |
| Scuderia Finotto                      | Triumph            | T43        | M    | 76  | Jan Veer             | 1–16   |
| Dempster International Racing Team    | Norton             | P25        | C    | 82  | Robert Weston        | 1–16   |
| Dempster International Racing Team    | Norton             | P25        | C    | 85  | Henri Widonne        | 1–16   |

| Legenda             |
| ------------------- |
| Piloto da Temporada |
| Piloto Convidado    |
| Piloto Substituto   |

### 350cc
| Equipe                    | Construtor | Moto     | Pneu | N.° | Nome do piloto          | Rodada |
| ------------------------- | ---------- | -------- | ---- | --- | ----------------------- | ------ |
| Velocette Racing          | Velocette  | Borgward | M    | 42  | Bob Foster              | 1–16   |
| Velocette Racing          | Velocette  | Borgward | M    | 13  | Keith Armstrong         | 1–16   |
| Norton Motorcycle Company | Norton     | 1500 RS  | B    | 5   | Geoff Duke              | 1–16   |
| Norton Motorcycle Company | Norton     | 1500 RS  | B    | 24  | Artie Bell              | 1–16   |
| AJS Company               | AJS        | ST16     | C    | 1   | Leslie Graham           | 1–16   |
| AJS Company               | AJS        | ST16     | C    | 2   | Dickie Dale             | 1–16   |
| Abarth & C. Spa           | Abarth     | D156     | G    | 48  | Felice Bonetto          | 1–16   |
| Abarth & C. Spa           | Abarth     | D156     | G    | 88  | Luigi Fagioli           | 1–16   |
| Nissan Racing             | Nissan     | 718 RSK  | G    | 15  | Mike Nazaruk            | 1–16   |
| Nissan Racing             | Nissan     | 718 RSK  | G    | 46  | Emmanuel de Graffenried | 1–16   |
| Nissan Racing             | Nissan     | 718 RSK  | G    | 47  | Carl Forberg            | 1–16   |
| Nissan Racing             | Nissan     | 718 RSK  | G    | 95  | Sam Hanks               | 1–16   |
| Officine Alfieri Maserati | Maserati   | 250S     | C    | 3   | Reg Parnell             | 1–16   |
| Officine Alfieri Maserati | Maserati   | 250S     | C    | 27  | André Pilette           | 1–16   |
| Chrysler Automobiles      | Chrysler   | DBR4     | P    | 31  | Andy Linden             | 1–12   |
| Chrysler Automobiles      | Chrysler   | DBR4     | P    | 4   | Manny Ayulo             | 1–16   |
| Chrysler Automobiles      | Chrysler   | DBR4     | P    | 10  | Jack McGrath            | 13–21  |
| Lancia Automobiles        | Lancia     | 547/3    | P    | 14  | Louis Rosier            | 1–16   |
| Lancia Automobiles        | Lancia     | 547/3    | P    | 41  | Rudi Fischer            | 1–16   |
| Citroën DS Racing         | Citroën    | PRP/11   | B    | 7   | Yves Giraud-Cabantous   | 1–12   |
| Citroën DS Racing         | Citroën    | PRP/11   | B    | 34  | Eugène Chaboud          | 1–16   |
| Citroën DS Racing         | Citroën    | PRP/11   | B    | 38  | Jean Behra              | 13–21  |
| Dodge Concept Company     | Dodge      | VW 59    | C    | 32  | Ken Wharton             | 1–16   |
| Dodge Concept Company     | Dodge      | VW 59    | C    | 43  | Duane Carter            | 1–16   |
| Nismo SuperMoto           | Nismo      | Midget   | P    | 44  | Alan Brown              | 1–16   |
| Nismo SuperMoto           | Nismo      | Midget   | P    | 6   | Maurice Trintignant     | 1–16   |
| Rapax Team                | Norton     | 1500 RS  | C    | 16  | Eric Hinton             | 1–16   |
| Rapax Team                | Norton     | 1500 RS  | C    | 17  | Harold Daniell          | 1–16   |
| Barwa Addax Team          | Velocette  | Borgward | P    | 22  | Bill Lomas              | 1–16   |
| Barwa Addax Team          | Velocette  | Borgward | P    | 23  | Charlie Salt            | 1–16   |
| Lotus ART Grand Prix      | Norton     | 1500 RS  | C    | 83  | John Lockett            | 1–12   |
| Racing Engineering        | Abarth     | D156     | P    | 78  | Consalvo Sanesi         | 1–16   |
| iSport International      | AJS        | ST16     | G    | 11  | Edward Frend            | 1–12   |
| iSport International      | AJS        | ST16     | G    | 18  | Eric McPherson          | 1–16   |
| iSport International      | AJS        | ST16     | G    | 75  | Cecil Sandford          | 13–21  |
| DAMS                      | Chrysler   | DBR4     | C    | 19  | Bobby Ball              | 1–16   |
| DAMS                      | Chrysler   | DBR4     | C    | 20  | Henry Banks             | 1–16   |
| Arden International       | Maserati   | 250S     | P    | 21  | Peter Walker            | 1–12   |
| Super Nova Racing         | Chrysler   | DBR4     | M    | 59  | Jim Rathmann            | 1–16   |
| Coloni Motorsport         | Dodge      | VW 59    | P    | 40  | Dennis Poore            | 1–12   |

| Legenda             |
| ------------------- |
| Piloto da Temporada |
| Piloto Convidado    |
| Piloto Substituto   |

### 250cc
| Equipe                    | Construtor | Moto        | Pneu | N.° | Nome do piloto       | Rodada |
| ------------------------- | ---------- | ----------- | ---- | --- | -------------------- | ------ |
| Scuderia Benelli          | Benelli    | Benelli 250 | P    | 42  | Dario Ambrosini      | 1–16   |
| Scuderia Benelli          | Benelli    | Benelli 250 | P    | 48  | Dickie Dale          | 1–16   |
| Moto Guzzi                | Moto Guzzi | 250F        | P    | 70  | Maurice Cann         | 1–16   |
| Moto Guzzi                | Moto Guzzi | 250F        | P    | 4   | Bob Anderson         | 1–16   |
| Velocette Racing          | Velocette  | W196        | C    | 51  | Ronald Mead          | 1–16   |
| Excelsior Motor Company   | Excelsior  | DS50        | G    | 52  | Arthur Burton        | 1–16   |
| Excelsior Motor Company   | Excelsior  | DS50        | G    | 7   | David Andrews        | 1–16   |
| Rudge Racing              | Rudge      | VW 55       | G    | 88  | Roland Pike          | 1–16   |
| Toyota Racing             | Toyota     | TR 625      | C    | 11  | Alano Montanari      | 1–16   |
| Toyota Racing             | Toyota     | TR 625      | C    | 97  | Onorato Francone     | 1–16   |
| Hyundai Motor Company     | Hyundai    | 250F-P25    | M    | 2   | Arnold Jones         | 1–12   |
| Hyundai Motor Company     | Hyundai    | 250F-P25    | M    | 3   | William Campbell     | 1–16   |
| Hyundai Motor Company     | Hyundai    | 250F-P25    | M    | 33  | Ugo Plebani          | 13–21  |
| Infiniti Racing Team      | Infiniti   | L6          | P    | 62  | Toulo de Graffenried | 1–16   |
| Infiniti Racing Team      | Infiniti   | L6          | P    | 39  | Peter Hirt           | 1–16   |
| The Lincoln Motor Company | Lincoln    | RSTP        | C    | 74  | Peter Collins        | 1–12   |
| Datsun Sports             | Datsun     | 801         | P    | 78  | Reg Parnell          | 1–16   |
| Triden Racingt            | Moto Guzzi | 250F        | P    | 1   | Bruno Ruffo          | 1–16   |
| Ocean Racing              | Moto Guzzi | 250F        | P    | 6   | Wilf Billington      | 1–16   |
| Carlin Motorsport         | Benelli    | A6          | C    | 22  | Bruno Francisci      | 1–16   |
| Team AirAsia              | Moto Guzzi | 250F        | B    | 28  | Claudio Mastellari   | 1–16   |
| Team AirAsia              | Moto Guzzi | 250F        | B    | 18  | Benoit Musy          | 1–16   |
| Durango Equipe            | Toyota     | TR 625      | C    | 19  | André Simon          | 1–12   |
| Durango Equipe            | Toyota     | TR 625      | C    | 20  | Jimmy Bryan          | 1–16   |
| Durango Equipe            | Toyota     | TR 625      | C    | 14  | Fritz Riess          | 13–21  |
| David Price Racing        | Hyundai    | 250F-P25    | M    | 44  | Charles de Tornaco   | 1–16   |
| David Price Racing        | Hyundai    | 250F-P25    | M    | 90  | Jimmy Reece          | 1–16   |
| Prema Theodore Racing     | Infiniti   | L6          | M    | 15  | Duncan Hamilton      | 1–12   |
| Prema Theodore Racing     | Infiniti   | L6          | M    | 25  | Lance Macklin        | 1–16   |

| Legenda             |
| ------------------- |
| Piloto da Temporada |
| Piloto Convidado    |
| Piloto Substituto   |

### 125cc
| Equipe                    | Construtor | Moto        | Pneu | N.° | Nome do piloto        | Rodada |
| ------------------------- | ---------- | ----------- | ---- | --- | --------------------- | ------ |
| Mondial Moto              | Mondial    | A6GCM       | C    | 21  | Bruno Ruffo           | 1–16   |
| Mondial Moto              | Mondial    | A6GCM       | C    | 23  | Gianni Leoni          | 1–16   |
| Morini                    | Morini     | Special T24 | G    | 33  | Giuseppe Matucci      | 1–16   |
| Morini                    | Morini     | Special T24 | G    | 10  | Luigi Zinzani         | 1–16   |
| Scuderia MV Agusta        | MV Agusta  | Type 16     | P    | 49  | Felice Benasedo       | 1–16   |
| Sparta B. V.              | Sparta     | R2          | C    | 50  | Gijs Lagervey         | 1–16   |
| Toyota Racing             | Toyota     | Alta GP     | C    | 8   | Eric Brandon          | 1–16   |
| Toyota Racing             | Toyota     | Alta GP     | C    | 19  | Toni Ulmen            | 1–16   |
| Toyota Racing             | Toyota     | Alta GP     | C    | 29  | Felice Bonetto        | 1–16   |
| Toyota Racing             | Toyota     | Alta GP     | C    | 22  | Peter Whitehead       | 1–16   |
| Infiniti Racing Team      | Infiniti   | Type A      | C    | 4   | Johnny Claes          | 1–16   |
| Infiniti Racing Team      | Infiniti   | Type A      | C    | 9   | Philippe Étancelin    | 1–16   |
| The Lincoln Motor Company | Lincoln    | U8          | C    | 51  | George Connor         | 1–12   |
| The Lincoln Motor Company | Lincoln    | U8          | C    | 11  | Art Cross             | 1–16   |
| Hyundai Motor Company     | Hyundai    | Bristol BS  | M    | 17  | Roy Salvadori         | 1–16   |
| Hyundai Motor Company     | Hyundai    | Bristol BS  | M    | 13  | Ken Downing           | 1–16   |
| Datsun Sports             | Datsun     | 50–5        | M    | 41  | Cliff Griffith        | 1–12   |
| Datsun Sports             | Datsun     | 50–5        | M    | 88  | Eric Thompson         | 1–16   |
| Motopark Academy          | Mondial    | A6GCM       | C    | 98  | Carlo Ubbiali         | 1–16   |
| Motopark Academy          | Mondial    | A6GCM       | C    | 66  | Umberto Braga         | 1–16   |
| Fortec Motorsports        | Mondial    | A6GCM       | C    | 44  | Raffaele Alberti      | 1–16   |
| Van Amersfoort Racing     | Morini     | Special T24 | C    | 71  | Emilio Soprani        | 1–16   |
| Hitech Bullfrog GP        | Hyundai    | Bristol BS  | B    | 1   | Helmut Niedermayr     | 1–16   |
| Hitech Bullfrog GP        | Hyundai    | Bristol BS  | B    | 63  | Johnnie Parsons       | 1–16   |
| Leong Racing Team         | Infiniti   | Type A      | P    | 3   | Paul Frère            | 1–16   |
| Fenestraz Motobile        | Infiniti   | Type A      | B    | 59  | Roger Laurent         | 1–12   |
| Fenestraz Motobile        | Infiniti   | Type A      | B    | 36  | Louis Rosier          | 1–16   |
| Jagonya Ayam with Carlin  | Toyota     | Alta GP     | M    | 86  | Yves Giraud Cabantous | 1–16   |
| Jagonya Ayam with Carlin  | Toyota     | Alta GP     | M    | 68  | Eitel Cantoni         | 1–16   |
| EuroInternational         | Hyundai    | Bristol BS  | P    | 28  | Jack McGrath          | 1–12   |

| Legenda             |
| ------------------- |
| Piloto da Temporada |
| Piloto Convidado    |
| Piloto Substituto   |

## Classificação

### 500cc
| Pos | Piloto               | Construtor                   | MAN | BEL | HOL | SUI | ULS | NAC | Pts |
| --- | -------------------- | ---------------------------- | --- | --- | --- | --- | --- | --- | --- |
| 1   | Umberto Masetti      | Gilera                       |     | 1   | 1   | 2   | 6   | 2   | 28  |
| 2   | Geoff Duke           | Norton                       | 1   | Ret | Ret | 4   | 1   | 1   | 27  |
| 3   | Leslie Graham        | AJS Porcupine                | 4   | Ret | Ret | 1   | 2   | 7   | 17  |
| 4   | Nello Pagani         | Gilera                       |     | 2   | 2   | 10  | 7   | Ret | 12  |
| 5   | Carlo Bandirola      | Gilera                       |     | 4   | 4   | 3   | Ret | 5   | 12  |
| 6   | Johnny Lockett       | Norton                       | 3   | Ret | Ret | 6   | 3   | 8   | 9   |
| 7   | Artie Bell           | Norton                       | 2   | Ret |     |     |     |     | 6   |
| 8   | Arciso Artesiani     | MV Agusta                    |     | 5   | Ret | 12  |     | 3   | 6   |
| 9   | Harry Hinton         | Norton                       | 10  | 6   | 3   | Ret | DNS |     | 5   |
| 10  | Ted Frend            | AJS                          | 15  | 3   | Ret | Ret | Ret | 11  | 4   |
| 11  | Dickie Dale          | Norton                       | 7   | 9   | Ret |     | 4   | 6   | 4   |
| 12  | Harold Daniell       | Norton                       | 5   | Ret | Ret | 5   | DNS | 10  | 4   |
| 13  | Alfredo Milani       | Gilera                       |     |     |     | Ret |     | 4   | 3   |
| 14  | Eric McPherson       | AJS / Norton                 | 14  | Ret | 5   |     |     |     | 2   |
| 15  | Jock West            | AJS                          |     |     |     |     | 5   |     | 2   |
| 16  | Syd Jensen           | Triumph / AJS                | Ret | 12  | 6   | Ret |     |     | 1   |
| 17  | Reg Armstrong        | Velocette                    | 6   | 8   |     |     |     | Ret | 1   |
| 18  | Phil Heath           | Norton                       | 34  | 13  | 7   | Ret | 8   |     | 0   |
| 19  | Bob Foster           | Moto Guzzi / AJS / Velocette | Ret | 7   | Ret | Ret |     | 15  | 0   |
| 20  | Georges Cordey       | Norton / Velocette           |     |     |     | 7   |     | Ret | 0   |
| 21  | Ken Armstrong        | MV Agusta / Velocette        |     |     | 9   | 8   |     |     | 0   |
| 22  | Albert Moule         | Norton                       | 17  | Ret | 8   | 11  | Ret |     | 0   |
| 23  | Cromie McCandless    | Norton                       | 8   |     |     |     |     |     | 0   |
| 24  | Jack Brett           | Norton                       | 9   | 11  |     |     |     |     | 0   |
| 25  | Georges Houel        | Gilera                       |     | Ret |     | 9   |     |     | 0   |
| =   | Harry Turner         | Norton                       | Ret |     |     |     | 9   |     | 0   |
| 26  | Giuseppe Colnago     | Gilera                       |     |     |     |     |     | 9   | 0   |
| 27  | Jim Swarbrick        | Norton                       | 18  | 11  | 10  | 15  |     |     | 0   |
| 28  | Felice Benasedo      | Moto Guzzi                   |     | 10  | Ret |     |     | Ret | 0   |
| 29  | Ernie Barrett        | Norton                       | Ret |     |     |     | 10  |     | 0   |
| 30  | George Morrison      | Norton                       | 11  | Ret |     |     | DNS |     | 0   |
| 31  | Jim Kentish          | Norton                       | Ret |     |     |     | 11  |     | 0   |
| =   | Louis van Rijswijk   | Triumph                      |     | Ret | 11  |     |     |     | 0   |
| 33  | Arthur Wheeler       | Norton                       | 26  | 14  | 12  |     | DNS |     | 0   |
| 34  | Freddie Fairbairn    | Vincent Grey Flash           | 51  |     |     |     | 12  |     | 0   |
| 35  | Ken Bills            | Vincent Grey Flash           | 12  |     |     |     |     |     | 0   |
| =   | Guido Leoni          | MV Agusta                    |     |     |     |     |     | 12  | 0   |
| 37  | Ernie Braine         | Norton                       | 46  | Ret | 14  |     | 13  |     | 0   |
| 38  | Albert Vertriest     | Triumph                      |     | 16  | 13  |     |     |     | 0   |
| 39  | Benoit Musy          | Moto Guzzi                   |     |     |     | 13  |     | 18  | 0   |
| 40  | Tommy McEwans        | Triumph                      | 13  |     |     |     |     |     | 0   |
| =   | Armando Miele        | Gilera                       |     |     |     |     |     | 13  | 0   |
| 42  | Dante Bianchi        | Moto Guzzi                   |     |     |     |     |     | 14  | 0   |
| =   | Hans Haldemann       | Norton                       |     |     |     | 14  |     |     | 0   |
| 44  | Auguste Goffin       | Norton                       |     | 15  |     |     |     | 17  | 0   |
| 45  | Sidney Mason         | Norton                       |     | Ret | 15  |     |     |     | 0   |
| 46  | Evert Carlsson       | Norton                       |     | 19  | 16  |     |     |     | 0   |
| 47  | Roy Evans            | Norton                       | 16  |     |     |     |     |     | 0   |
| =   | Georges Monneret     | Norton                       |     |     |     |     |     | 16  | 0   |
| 49  | Ernie Thomas         | Triumph                      |     | Ret | 17  | Ret |     | Ret | 0   |
| 50  | Jaak Delsing         | Triumph                      |     | 17  |     |     |     |     | 0   |
| 51  | Väinö Hollming       | Norton / Velocette           |     | 18  | Ret | Ret |     | Ret | 0   |
| 52  | Adelmo Mandolini     | Moto Guzzi                   |     |     |     |     |     | 19  | 0   |
| =   | David Whitworth      | Triumph                      | 19  |     |     |     |     |     | 0   |
| 54  | Sid Lawton           | AJS / Rudge                  | 20  |     |     |     | DNS |     | 0   |
| 55  | Lodovico Facchinelli | Moto Guzzi                   |     |     |     |     |     | 20  | 0   |
| 56  | Dario Basso          | Gilera                       |     |     |     |     |     | 21  | 0   |
| =   | Ashley Len Parry     | Norton                       | 21  |     |     |     |     |     | 0   |
| 58  | Libero Liberati      | Moto Guzzi                   |     |     |     |     |     | 22  | 0   |
| =   | Stan Miller          | Norton                       | 22  |     |     |     |     |     | 0   |
| 60  | Bill Beevers         | Norton                       | 23  |     |     |     |     |     | 0   |
| 61  | John Simister        | Triumph                      | 24  |     |     |     |     |     | 0   |
| 62  | Vic Willoughby       | Norton                       | 25  | Ret | Ret |     |     |     | 0   |
| 63  | Les Archer           | Norton                       | 27  |     |     |     |     |     | 0   |
| 64  | Charlie Brett        | Velocette                    | 28  |     |     |     |     |     | 0   |
| 65  | Guy Newman           | Norton                       | 29  |     |     |     |     |     | 0   |
| 66  | Charlie Gray         | AJS                          | 30  |     |     |     |     |     | 0   |
| 67  | George Paterson      | AJS                          | 31  |     |     |     |     |     | 0   |
| 68  | Roy Walker           | Norton                       | 32  |     |     |     |     |     | 0   |
| 69  | Jack Varlow          | Norton                       | 33  |     |     |     |     |     | 0   |
| 70  | Jack Harding         | Norton                       | 35  |     |     |     | Ret |     | 0   |
| 71  | Syd Barnett          | AJS                          | 36  |     |     |     |     |     | 0   |
| 72  | Eric Hardy           | Norton                       | 37  |     |     |     |     |     | 0   |
| 73  | Humphrey Ranson      | AJS                          | 38  |     |     |     |     |     | 0   |
| 74  | John Fisher          | Norton                       | 39  |     |     |     |     |     | 0   |
| 75  | Ernest Walker        | Norton                       | 40  |     |     |     |     |     | 0   |
| 76  | Reg Lee              | AJS                          | 41  |     |     |     |     |     | 0   |
| 77  | Jack Bailey          | Triumph                      | 42  |     |     |     |     |     | 0   |
| 78  | Charlie Salt         | Velocette                    | 43  | Ret | Ret |     | Ret |     | 0   |
| 79  | Leslie Harris        | Velocette                    | 44  |     |     |     |     |     | 0   |
| 80  | Joe Glazebrook       | Triumph                      | 45  |     |     |     |     |     | 0   |
| 81  | Syl Anderton         | Triumph                      | 47  |     |     |     |     |     | 0   |
| 82  | Llewelyn Ranson      | AJS                          | 48  |     |     |     |     |     | 0   |
| 83  | John Dale            | Norton                       | 49  |     |     |     |     |     | 0   |
| 84  | Reg McDonald         | Velocette                    | 50  |     |     |     |     |     | 0   |
| 85  | Bob McDonald         | AJS                          | 52  |     |     |     |     |     | 0   |
| –   | Eric Briggs          | Norton                       | Ret | Ret | Ret |     |     |     | 0   |
| –   | Oliver Scott         | Norton                       | Ret | Ret | Ret |     |     |     | 0   |
| –   | Bill Hall            | Triumph                      | Ret | Ret |     |     |     |     | 0   |
| –   | Bill Lomas           | Velocette                    |     | Ret | Ret |     |     |     | 0   |
| –   | Bob Matthews         | Velocette                    | Ret |     |     |     |     | Ret | 0   |
| –   | Bert Meyers          | Norton                       | Ret |     |     |     | Ret |     | 0   |
| –   | Fergus Anderson      | Moto Guzzi                   |     |     |     |     |     | Ret | 0   |
| –   | Manliff Barrington   | Vincent Grey Flash           | Ret |     |     |     |     |     | 0   |
| –   | Bruno Bertacchini    | Moto Guzzi                   |     |     |     |     |     | Ret | 0   |
| –   | Aldo Brini           | Gilera                       |     |     |     |     |     | Ret | 0   |
| –   | Thomas Byrne         | Triumph                      |     |     |     |     | Ret |     | 0   |
| –   | Maurice Cann         | Moto Guzzi                   |     |     |     |     |     | Ret | 0   |
| –   | Gerard Carter        | Norton                       |     |     |     |     | Ret |     | 0   |
| –   | Luigi Ciai           | Moto Guzzi                   |     |     |     |     |     | Ret | 0   |
| –   | Eugéne Cordang       | Triumph                      |     | Ret |     |     |     |     | 0   |
| –   | Les Dear             | Norton                       | Ret |     |     |     |     |     | 0   |
| –   | Wilmot Evans         | Bitza                        |     |     |     |     | Ret |     | 0   |
| –   | Mike Featherstone    | AJS                          |     | Ret |     |     |     |     | 0   |
| –   | Lennart Fenning      | Norton                       |     |     |     |     | Ret |     | 0   |
| –   | Jack Fletcher        | BSA                          | Ret |     |     |     |     |     | 0   |
| –   | Cees Fokke-Bosch     | Norton                       |     |     | Ret |     |     |     | 0   |
| –   | Sante Geminiani      | Moto Guzzi                   |     |     |     |     |     | Ret | 0   |
| –   | Rob Harrison         | Triumph                      | Ret |     |     |     |     |     | 0   |
| –   | Johnny Hodgkin       | Vincent Grey Flash           | Ret |     |     |     |     |     | 0   |
| –   | Chris Horn           | Norton                       | Ret |     |     |     |     |     | 0   |
| –   | Eddie Iffland        | Norton                       | Ret |     |     |     |     |     | 0   |
| –   | Denis Jenkinson      | Norton                       |     |     |     | Ret |     |     | 0   |
| –   | Piet Knijnenburg     | BMW R51/2                    |     |     | Ret |     |     |     | 0   |
| –   | Max Klein            | Norton                       | Ret |     |     |     |     |     | 0   |
| –   | Willy Lips           | Norton                       |     |     |     | Ret |     |     | 0   |
| –   | Bill Maddrick        | Velocette                    | Ret |     |     |     |     |     | 0   |
| –   | Léon Martin          | Norton                       |     | Ret |     |     |     |     | 0   |
| –   | Robert Müller        | Norton                       |     |     |     | Ret |     |     | 0   |
| –   | Bill Petch           | Norton                       | Ret |     |     |     |     |     | 0   |
| –   | Hub Pellikaan        | BMW R51/2                    |     |     | Ret |     |     |     | 0   |
| –   | Cecil Sandford       | Velocette                    | Ret |     |     |     |     |     | 0   |
| –   | Jacques Schot        | Norton                       |     |     | Ret |     |     |     | 0   |
| –   | Elio Scopingo        | Moto Guzzi                   |     |     |     |     |     | Ret | 0   |
| –   | Cyril Stevens        | Vincent                      | Ret |     |     |     |     |     | 0   |
| –   | Drikus Veer          | Triumph                      |     |     | Ret |     |     |     | 0   |
| –   | Jan Veer             | Triumph                      |     |     | Ret |     |     |     | 0   |
| –   | Robert Weston        | Norton                       | Ret |     |     |     |     |     | 0   |
| –   | Henri Widonne        | Norton                       |     |     |     | Ret |     |     | 0   |
| Pos | Piloto               | Construtor                   | MAN | BEL | HOL | SUI | ULS | NAC | Pts |

| Cor        | Resultado             |
| ---------- | --------------------- |
| Ouro       | Vencedor              |
| Prata      | 2.º lugar             |
| Bronze     | 3.º lugar             |
| Verde      | Terminou, nos pontos  |
| Azul       | Terminou, sem pontos  |
| Púrpura    | Ret – Retirou-se      |
| Vermelho   | NQ – Não qualificado  |
| Preto      | DSQ – Desqualificado  |
| Branco     | NL – Não largou       |
| Branco     | C – Corrida cancelada |
| Azul claro | AT – Apenas Treino    |
| Sem cor    | NP – Não participou   |
| Sem cor    | Les – Lesionado       |
| Sem cor    | EX – Excluído         |

### 350cc
| Pos | Piloto                  | Construtor | MAN | BEL | HOL | SUI | ULS | NAC | Pts |
| --- | ----------------------- | ---------- | --- | --- | --- | --- | --- | --- | --- |
| 1   | Bob Foster              | Velocette  | Ret | 1   | 1   | 2   | 1   | 16  | 30  |
| 2   | Geoff Duke              | Norton     | 2   | 3   | 2   | 3   | 7   | 1   | 24  |
| 3   | Leslie Graham           | AJS        | 4   | 12  | 11  | 1   | 14  | 2   | 17  |
| 4   | Artie Bell              | Norton     | 1   | 2   | 13  | 10  | 16  | 9   | 14  |
| 5   | Keith Armstrong         | Velocette  | Ret | 17  | 5   | 4   | 2   | 7   | 11  |
| 6   | Eric Hinton             | Norton     | 10  | 19  | 6   | 7   | 3   | 3   | 9   |
| 7   | Bill Lomas              | Velocette  | Ret | 4   | 3   | 8   | 8   | 5   | 9   |
| 8   | Harold Daniell          | Norton     | 3   | 6   | 12  | 9   | 6   | 21  | 6   |
| 9   | John Lockett            | Norton     | 6   | 18  | 4   | 11  | 17  | 25  | 4   |
| 10  | Dickie Dale             | AJS        | 7   |     | 14  | 6   | 20  | 4   | 4   |
| 11  | Edward Frend            | AJS        | 5   |     | 17  | 5   | 22  | 8   | 4   |
| 12  | Eric McPherson          | AJS        | Ret |     | 19  | 16  | 4   | 26  | 3   |
| 13  | Cecil Sandford          | AJS        | 13  |     | 18  | 20  | 5   | 6   | 3   |
| 14  | Charlie Salt            | Velocette  | Ret | 5   |     | 21  |     |     | 2   |
| 15  | Felice Bonetto          | Abarth     | 14  |     | 7   | 14  | 10  |     | 0   |
| 16  | Mike Nazaruk            | Nissan     | 9   | 7   | 7   | 22  |     | 13  | 0   |
| 17  | Reg Parnell             | Maserati   | 16  | Ret | 8   | 12  | 18  | 10  | 0   |
| 18  | Luigi Fagioli           | Abarth     | Ret | 9   |     |     | 19  | 12  | 0   |
| 19  | Andy Linden             | Chrysler   |     | Ret | 15  | 18  | 11  | 14  | 0   |
| 20  | Louis Rosier            | Lancia     | 11  | 11  |     |     |     |     | 0   |
| 21  | Consalvo Sanesi         | Abarth     | 18  | 10  | Ret | Ret | 12  |     | 0   |
| 22  | Manny Ayulo             | Chrysler   | Ret | 20  |     |     | Ret | 18  | 0   |
| 23  | Jack McGrath            | Chrysler   |     | 21  |     |     |     | 17  | 0   |
| 24  | Bobby Ball              | Chrysler   | Ret | 16  | 10  | 23  | Ret | 19  | 0   |
| 25  | Yves Giraud-Cabantous   | Citroën    | 8   |     |     |     | 21  | 20  | 0   |
| 26  | Emmanuel de Graffenried | Nissan     | 15  | 11  | Ret | Ret | Ret | 23  | 0   |
| 27  | Rudi Fischer            | Lancia     | 17  | 13  | 16  | 15  | 9   | 24  | 0   |
| 28  | André Pilette           | Maserati   | Ret | 14  | 9   | 17  | Ret | 15  | 0   |
| 29  | Henry Banks             | Chrysler   | 12  |     | Ret | 19  | 15  | 11  | 0   |
| 30  | Peter Walker            | Maserati   |     | 8   | 20  | 13  | 13  | 22  | 0   |
| –   | Carl Forberg            | Nissan     | Ret | Ret | Ret | Ret | Ret |     | 0   |
| –   | Eugène Chaboud          | Citroën    | Ret | Ret | Ret |     |     |     | 0   |
| –   | Jim Rathmann            | Chrysler   | Ret | Ret |     |     |     |     | 0   |
| –   | Jean Behra              | Citroën    |     | Ret | Ret |     |     |     | 0   |
| –   | Sam Hanks               | Nissan     | Ret |     |     |     |     | Ret | 0   |
| –   | Ken Wharton             | Dodge      | Ret |     |     |     | Ret |     | 0   |
| –   | Dennis Poore            | Dodge      |     |     |     |     |     | Ret | 0   |
| –   | Duane Carter            | Dodge      | Ret |     |     |     |     |     | 0   |
| –   | Alan Brown              | Nismo      |     |     |     |     |     | Ret | 0   |
| –   | Maurice Trintignant     | Nismo      | Ret |     |     |     |     |     | 0   |
| Pos | Piloto                  | Construtor | MAN | BEL | HOL | SUI | ULS | NAC | Pts |

| Cor        | Resultado             |
| ---------- | --------------------- |
| Ouro       | Vencedor              |
| Prata      | 2.º lugar             |
| Bronze     | 3.º lugar             |
| Verde      | Terminou, nos pontos  |
| Azul       | Terminou, sem pontos  |
| Púrpura    | Ret – Retirou-se      |
| Vermelho   | NQ – Não qualificado  |
| Preto      | DSQ – Desqualificado  |
| Branco     | NL – Não largou       |
| Branco     | C – Corrida cancelada |
| Azul claro | AT – Apenas Treino    |
| Sem cor    | NP – Não participou   |
| Sem cor    | Les – Lesionado       |
| Sem cor    | EX – Excluído         |

### 250cc
| Pos | Piloto               | Construtor | MAN | SUI | ULS | NAC | Pts |
| --- | -------------------- | ---------- | --- | --- | --- | --- | --- |
| 1   | Dario Ambrosini      | Benelli    | 1   | 1   | 2   | 1   | 24  |
| 2   | Maurice Cann         | Moto Guzzi | 2   | 11  | 1   | 8   | 14  |
| 3   | Bob Anderson         | Moto Guzzi | 8   | 2   | 10  | 12  | 6   |
| 4   | Bruno Ruffo          | Moto Guzzi | 13  | 14  | 7   | 2   | 6   |
| 5   | Dickie Dale          | Benelli    | 9   | 3   | 11  | 9   | 4   |
| 6   | Wilf Billington      | Moto Guzzi | 11  | 7   | 3   | 13  | 4   |
| 7   | Bruno Francisci      | Benelli    | 7   | 13  | 9   | 3   | 4   |
| 8   | Ronald Mead          | Velocette  | 3   | 8   | 15  | 10  | 4   |
| 9   | Arthur Burton        | Excelsior  | 15  | 16  | 4   | 7   | 3   |
| 10  | Claudio Mastellari   | Moto Guzzi | 10  | 9   | 16  | 4   | 3   |
| 11  | Benoit Musy          | Moto Guzzi | 17  | 4   | 20  | 14  | 3   |
| 12  | Roland Pike          | Rudge      | 4   | 20  | 22  |     | 3   |
| 13  | David Andrews        | Excelsior  | 12  |     | 5   |     | 2   |
| 14  | Alano Montanari      | Toyota     | 16  | 21  |     | 5   | 2   |
| 15  | Arnold Jones         | Hyundai    | 6   |     |     |     | 1   |
| 16  | Onorato Francone     | Toyota     | 20  | 6   |     |     | 1   |
| 17  | William Campbell     | Hyundai    | 21  |     | 6   |     | 1   |
| 18  | Ugo Plebani          | Hyundai    |     |     |     | 6   | 1   |
| 19  | Toulo de Graffenried | Infiniti   | 18  | 12  | 18  | 15  | 0   |
| 20  | Peter Collins        | Lincoln    | 14  | 10  | 12  | Ret | 0   |
| 21  | André Simon          | Toyota     | 22  | Ret | 9   | 9   | 0   |
| 22  | Jimmy Bryan          | Toyota     | Ret | 15  | 21  | 16  | 0   |
| 23  | Peter Hirt           | Infiniti   | Ret | 18  | 13  | 11  | 0   |
| 24  | Charles de Tornaco   | Hyundai    | 19  | 19  | 19  | 17  | 0   |
| 25  | Duncan Hamilton      | Infiniti   | NC  | 17  | 14  | 18  | 0   |
| 26  | Jimmy Reece          | Hyundai    | DNS | DNS | 17  | 19  | 0   |
| –   | Reg Parnell          | Datsun     | Ret | Ret |     | Ret | 0   |
| –   | Fritz Riess          | Toyota     | Ret |     | Ret |     | 0   |
| –   | Lance Macklin        | Infiniti   | Ret |     |     |     | 0   |
| Pos | Piloto               | Construtor | MAN | SUI | ULS | NAC | Pts |

| Cor        | Resultado             |
| ---------- | --------------------- |
| Ouro       | Vencedor              |
| Prata      | 2.º lugar             |
| Bronze     | 3.º lugar             |
| Verde      | Terminou, nos pontos  |
| Azul       | Terminou, sem pontos  |
| Púrpura    | Ret – Retirou-se      |
| Vermelho   | NQ – Não qualificado  |
| Preto      | DSQ – Desqualificado  |
| Branco     | NL – Não largou       |
| Branco     | C – Corrida cancelada |
| Azul claro | AT – Apenas Treino    |
| Sem cor    | NP – Não participou   |
| Sem cor    | Les – Lesionado       |
| Sem cor    | EX – Excluído         |

### 125cc
| Pos | Piloto                | Construtor | HOL | ULS | NAC | Pts |
| --- | --------------------- | ---------- | --- | --- | --- | --- |
| 1   | Bruno Ruffo           | Mondial    | 1   | 2   | 4   | 17  |
| 2   | Gianni Leoni          | Mondial    | 2   | 3   | 1   | 14  |
| 3   | Carlo Ubbiali         | Mondial    |     | 1   | 2   | 14  |
| 4   | Giuseppe Matucci      | Morini     | 3   | Ret |     | 4   |
| 5   | Luigi Zinzani         | Morini     |     |     | 3   | 4   |
| 6   | Umberto Braga         | Mondial    | 4   | 4   |     | 3   |
| 7   | Raffaele Alberti      | Mondial    |     | 5   | 5   | 2   |
| 8   | Felice Benasedo       | MV Agusta  | 5   | 6   |     | 2   |
| 9   | Gijs Lagervey         | Sparta     | 6   |     |     | 1   |
| 10  | Emilio Soprani        | Morini     |     | 8   | 6   | 1   |
| 11  | Eric Brandon          | Toyota     | 7   |     |     | 0   |
| 12  | Johnny Claes          | Infiniti   | 9   |     |     | 0   |
| 13  | Toni Ulmen            | Toyota     |     |     | 7   | 0   |
| 14  | George Connor         | Lincoln    | 8   |     |     | 0   |
| 15  | Philippe Étancelin    | Infiniti   |     |     | 8   | 0   |
| 16  | Roy Salvadori         | Hyundai    |     |     | 9   | 0   |
| 17  | Ken Downing           | Hyundai    |     | 7   | 10  | 0   |
| 18  | Cliff Griffith        | Datsun     |     | 9   |     | 0   |
| 19  | Helmut Niedermayr     | Hyundai    | 10  |     |     | 0   |
| 20  | Paul Frère            | Infiniti   |     |     | 11  | 0   |
| –   | Felice Bonetto        | Toyota     | Ret | Ret | Ret | 0   |
| –   | Art Cross             | Lincoln    |     | Ret | Ret | 0   |
| –   | Eric Thompson         | Datsun     | Ret | Ret |     | 0   |
| –   | Roger Laurent         | Infiniti   |     | Ret |     | 0   |
| –   | Louis Rosier          | Infiniti   |     | Ret |     | 0   |
| –   | Peter Whitehead       | Toyota     | Ret |     |     | 0   |
| –   | Johnnie Parsons       | Hyundai    | Ret |     |     | 0   |
| –   | Yves Giraud Cabantous | Toyota     | Ret |     |     | 0   |
| –   | Eitel Cantoni         | Toyota     |     |     | Ret | 0   |
| –   | Jack McGrath          | Hyundai    |     |     | Ret | 0   |
| Pos | Piloto                | Construtor | HOL | ULS | NAC | Pts |

| Cor        | Resultado             |
| ---------- | --------------------- |
| Ouro       | Vencedor              |
| Prata      | 2.º lugar             |
| Bronze     | 3.º lugar             |
| Verde      | Terminou, nos pontos  |
| Azul       | Terminou, sem pontos  |
| Púrpura    | Ret – Retirou-se      |
| Vermelho   | NQ – Não qualificado  |
| Preto      | DSQ – Desqualificado  |
| Branco     | NL – Não largou       |
| Branco     | C – Corrida cancelada |
| Azul claro | AT – Apenas Treino    |
| Sem cor    | NP – Não participou   |
| Sem cor    | Les – Lesionado       |
| Sem cor    | EX – Excluído         |